# Lutshan Taung
Lutshan Taung är ett berg i Myanmar.   Det ligger i regionen Karen, i den södra delen av landet, 500 km söder om huvudstaden Naypyidaw. Toppen på Lutshan Taung är 573 meter över havet, eller 229 meter över den omgivande terrängen. Bredden vid basen är 3,0 kilometer.
Terrängen runt Lutshan Taung är kuperad åt sydväst, men åt nordost är den platt. Lutshan Taung ligger uppe på en höjd som går i nord-sydlig riktning. Runt Lutshan Taung är det glesbefolkat, med 9 invånare per kvadratkilometer. Omgivningarna runt Lutshan Taung är en mosaik av jordbruksmark och naturlig växtlighet.